# Temperatura da superfície do mar

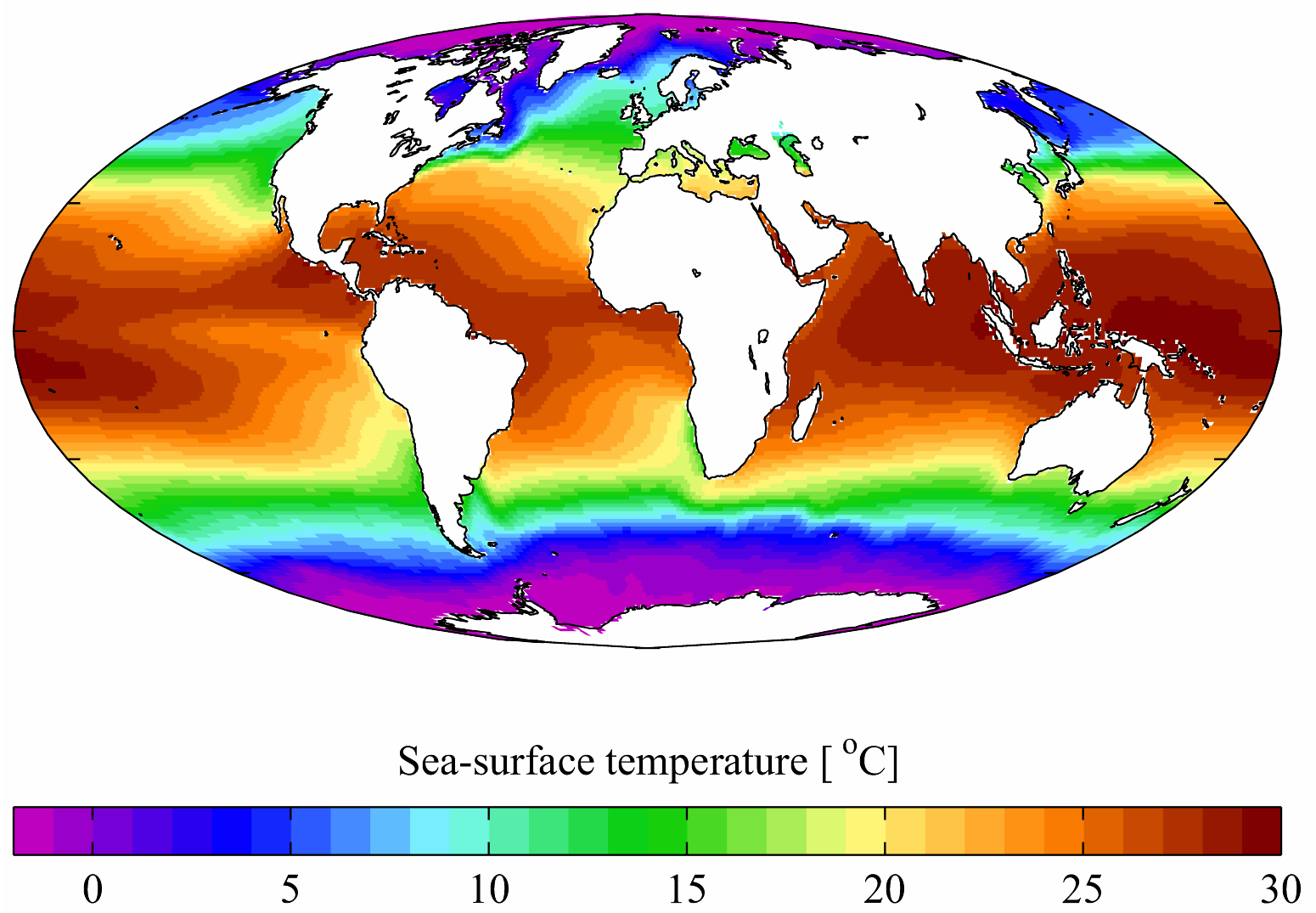
A temperatura da superfície do mar média nos oceanos.

A temperatura da superfície do mar (TSM) é a temperatura da água na superfície. Em termos práticos, o significado exato de "superfície" irá variar de acordo com o método de medição usado. Considerando os oceanos, um radiômetro infravermelho instalados em satélites irá medir a temperatura do oceano indiretamente considerado uma fina camada de água (cerca de 10 micrometros). Já uma boia equipada com termômetros irá medir a temperatura da superfície considerando uma camada maior, em torno de um metro. Saber a temperatura da superfície do mar é de extrema importância na previsão e monitoramento de ciclones tropicais, já que a temperatura da água é um dos principais fatores da intensidade destes ciclones. Geralmente, águas com mais de 26,5°C são propícias para a formação de ciclones tropicais.